# Benoît Alhoste
Benoît Alhoste, troligen född i Marsonnas omkring 1620, död 1677 i Bourg-en-Bresse, var en fransk konstnär. Musée de Brou i Bourg-en-Bresse äger fyra av hans målningar.